# پلیمر سوپرامولکولی (فرامولکولی)
عبارت پلیمر به مولکول‌های بزرگ که ساختاری متشکل از چند واحد تکرارشونده دارند، اشاره دارد و پیشوند مافوق به معنی «فراتر از محدودیت» است.  پلیمرهای سوپرامولکولی دسته جدیدی از پلیمرها هستند که به طور بالقوه می توانند برای ساخت مواد فراتر از محدودیت‌های پلیمرهای معمولی استفاده شوند. در تعریف، پلیمرهای سوپرامولکولی مجموعه‌ای پلیمری از واحدهای مونومری هستند که با برهمکنش‌های ثانویه-غیر کووالانسی-برگشت‌پذیر و به شدت جهت‌دار به هم متصل شده اند. این تعاملات غیرکووالانسی عبارتند از نیروی واندروالسی، پیوند هیدروژنی، کولن یا پیوند یونی، پیوند پای، پیوند فلزی، پیوند هالوژنی، پیوند کالکوژنی، و پیوند میزبان مهمان. جهت و قدرت برهم‌کنش‌ها دقیقا به گونه‌ای تنظیم شده اند که مجموعه‌ی مولکول‌ها به عنوان یک پلیمر (یعنی طوری رفتار کند که بتواند توسط نظریه‌های فیزیک پلیمری توصیف شود) در محلول رقیق و متمرکز و همچنین به صورت عمده رفتار کند.
در پلیمرهای معمولی، واحدهای مونومری توسط پیوند کووالانسی قوی به هم متصل شده‌اند و خواص عالی به عنوان ماده دارند؛ با این حال، درجه حرارت بالا و فشا معمولا برای عملیات به علت درهمتنیدگی پلیمر در مذاب بسیار چسبناک مورد نیاز اند. پلیمرهای سوپرامولکولی خواص خوب مواد را با مذاب دارای ویسکوزیته کم به همراه می‌آورند که به راحتی قابل کنترل هستند. علاوه بر این، برخی از پلیمرهای سوپرامولکولی ویژگی‌های منحصر به فرد، مانند توانایی در ترمیم خودکار شکستگی دارند. اگرچه پلیمرهای کووالانسی را می‌توان بازیافت کرد، پیوند کووالانسی قوی آن‌ها هرگز از هم پاشیده نمی‌شود، و به تاثیر منفی در محیط زیست به عنوان آلودگی پلاستیکی ادامه می‌دهد. بنابراین پلیمرهای سوپرامولکولی به طور فزاینده‌ای مورد توجه قرار می گیرند به دلیل پتانسیل آن‌ها در طراحی پاسخگو، تطبیقی، خودترمیم، و مواد سازگار با محیط زیست.

## مکانیسم‌های تشکیل
مونومرهای تحت پلیمریزاسیون سوپرامولکولی در تعادل با پلیمرهای در حال رشد در نظر گرفته می‌شوند از این رو عوامل ترمودینامیکی بر سیستم تسلط دارند. با این حال، زمانی که مونومرهای تشکیل دهنده از طریق پیوندهای قوی و چندگانه متصل هستند، یک حالت «شبه‌پایدار» جنبشی می‌تواند در پلیمریزاسیون برقرار شود. یک انرژی خارجی، در اکثر موارد به شکل گرما، می تواند حالت «شبه‌پایدار» را به یک پلیمر در حالت پایدار ترمودینامیکی تبدیل کند. درک واضح از مسیرهای چندگانه موجود در پلیمریزاسیون سوپرامولکولی هنوز تحت بحث است، با این حال، مفهوم «پیچیدگی مسیر»، بیان‌شده توسط برت مایر، رفتار جنبشی پلیمریزاسیون سوپرامولکولی را روشن کرده است. بنابراین بسیاری از دانشمندان در حال گسترش محدوده «پیچیدگی مسیر» هستند؛ زیرا می‌تواند انواع متنوعی از ساختارهای جمع شده جالب را با واحدهای مونومری یکسان تولید کند. در امتداد مسیر کنترل فرایندهای جنبشی، ویژگی‌های «محرک-جواب‌گو» و «حرارتی دوبعدی» برای پلیمرهای سوپرامولکولی نیز امکان دارد.
در پلیمریزاسیون کووالانسی معمولی دو مدل بر اساس مکانیسم‌های رشد مرحله‌ای و رشد زنجیره‌ای عمل می کنند. امروزه یک زیرمجموعه مشابه برای پلیمریزاسیون سوپرامولکولی قابل قبول است؛ ایزودزمیک (isodesmic) همچنین با نام مدل equal-K (مکانیسم رشد مرحله‌ای) و همکارانه یا مدل جوانه‌زنی طولی (مکانیسم رشد زنجیره‌ای). دسته سوم پلیمریزاسیون سوپرامولکولی سرعت داده شده است، که می‌تواند به عنوان یک مورد ویژه از مکانیسم رشد زنجیره‌ای در نظر گرفته شود.

### رشد مرحله‌ای پلیمریزاسیون سوپرامولکولی

شماتیک مکانیسم‌های عملی «پیچیدگی مسیر» و «رشد زنجیره‌ای» در پلیمریزاسیون سوپرامولکولی

معادل سوپرامولکولی مکانیسم رشد مرحله‌ای معمولا به عنوان ایزودزمیک یا مدل equal-K شناخته می شود (حرف K نشان دهنده مجموع پیوند بین دو مونومر همسایه است). در پلیمریزاسیون سوپرامولکولی ایزودزمیک هیچ دمای حیاتی یا غلظت مونومرها برای پلیمریزاسیون الزامی نیست و ثابت پیوند بین پلیمر و مونومر مستقل از طول زنجیره پلیمری است. در عوض طول زنجیره‌های پلیمری سوپرامولکولی با افزایش غلظت مونومرها در محلول یا با کاهش دما، افزایش می یابد. در پلیمریزاسیون تراکمی معمولی, ثابت پیوند معمولا بزرگ است که منجر به درجه بالایی از پلیمریزاسیون می‌شود؛ با این حال, یک محصول جانبی مشاهده شده است. در پلیمریزاسیون سوپرامولکولی ایزودزمی، به علت پیوند غیرکووالانسی، پیوند میان واحدهای مونومری ضعیف است و درجه پلیمریزاسیون به شدت به قدرت پیوند یعنی پیوند چندگانه بین واحدهای مونومری بستگی دارد. برای مثال، پلیمرهای سوپرامولکولی متشکل از مونومرهای دو منظوره شامل تک پیوند هیدروژن اهدا کننده/پذیرنده در پایانه خود معمولا درجه پلیمریزاسیون پایینی خواهند داشت، در حالی که آن‌هایی که پیوند هیدروژن چهارقطبی دارند, مانند واحدهای تکرار شونده ureidopyrimidinone، درجه پلیمریزاسیون بالایی خواهند داشت. در پلیمر سوپرامولکولی مبتنی بر ureidopyrimidinone وزن مولکولی تجربی بدست آمده در غلظت‌های نیمه رقیق در مرتبه 106 دلتون است و وزن مولکولی پلیمر را می‌توان با اضافه کردن کلاهک‌های زنجیره‌ای تک کاره کنترل کرد.

## کوپلیمرهای (پلیمرهای ناهمگن) سوپرامولکولی
یک کوپلیمر (پلیمر ناهمگن) از دو یا چند نوع مونومر تشکیل شده است. تکنیک‌های پیشرفته پلیمریزاسیون برای تهیه کوپلیمرهای کووالانسی ایجاد شده‌اند، اگرچه کوپلیمرهای سوپرامولکولی هنوز در دوره آغازین خود هستند و به تدریج در حال پیشرفت اند. در سال های اخیر، همه دسته‌بندی‌های محتمل کوپلیمرهای سوپرامولکولی مانند تصادفی، تناوبی، انسداد، قالب‌دار، یا دوره‌ای در یک مفهوم گسترده نشان داده شده‌اند.
در 30 سال گذشته زمینه پلیمرهای سوپرامولکولی به شاخه جدید بسیار مهمی در علم پلیمر تبدیل شده است. این باعث جذب فعالیت‌های تحقیقاتی فراوانی در دانشگاه‌ها و آزمایش‌گاه‌های صنعتی در سراسر جهان شده است. مواد پویا جدید با گستره خواص غیرعادی به رشته مهندسی مواد اضافه شده اند. به کاربردهای زیادی در پایداری (عملیات و بازیافت ساده)، الکترونیک، و پزشکی و همچنین لوازم آرایشی دستیافته شده است.

### ویژگی خودترمیمی
یکی از خواص شگفت‌انگیز پلیمرهای سوپرامولکولی توانایی خود ترمیمی شکستگی ایجاد شده، می‌باشد. یک لاستیک سوپرامولکولی مبتنی بر ویتریمرها، که توسط لودویک لیبلر معرفی شده است، به سادگی می‌تواند با فشردن دو لبه شکسته ماده به هم خود را ترمیم کند. در این حالت، شکستگی‌ها زمانی رخ می‌دهد که پیوندهای هیدروژنی بین مونومرها در ماده شکسته شده اند؛ نزدیک کردن لبه‌های شکستگی به هم اجازه می‌دهد که پیوندهای هیدروژنی دوباره شکل بگیرند و شکاف را ببندند.  به طور موثر، رفتار دینامیک پیوندهای هیدروژنی با خواص ماده سازش نمی‌کند. استحکام مکانیکی بالا یک ماده و توانایی خودترمیمی به طور کلی متقابلا منحصربه‌فرد هستند. بنابراین یک ماده شیشه‌ای که می‌تواند در دمای اتاق خود را ترمیم کند تا همین اواخر یک چالش باقی مانده بود. تاکوزو ایدا، در یک طراحی ظریف یک شیشه پلیمری نوآورانه متشکل از یک اتر تیواوره الیگومر که به روش سوپرامولکولی پلیمری شده است را معرفی کرد، که از نظر مکانیکی مقاوم است (گیگاپاسکال e= 1.4) اما می‌تواند فقط با یک فشرده شدن در سطوح شکسته، حتی در دمای اتاق، خودترمیم باشد. اختراع شیشه پلیمری خودترمیم باعث تجدی نظر در این پیش فرض که تنها مواد لاستیکی نرم می‌تواند ترمیم شوند، شد. 

نمونه‌هایی از خودترمیمی میتنی بر پیوند هیدروژنی 'لاستیک سوپرامولکولی' (سمت چپ) و 'شیشه پلیمری' (سمت راست)

یک استراتژی دیگر استفاده از یک پلی(ایزوبوتیلن) دووالانسی (PIB) با باربیتوریک اسید عملی شده در راس و دنباله است. پیوند هیدروژن چندگانه بین گروه کربونیلی و گروه آمیدی اسید باربیتوریک آن را قادر به تشکیل یک شبکه سوپرامولکولی می‌کند. در این مورد، دیسک‌های کوچک لبه بریده مبتنی بر PIB می‌توانند صدمه مکانیکی خود را پس از تماس چند ساعته در دمای اتاق ترمیم کنند.
پلیمرهای کووالانسی شامل مجموعه‌های تناسب نیز برای ساخت مواد خودترمیم مورد مطالعه قرار گرفته‌اند. با بهره گیری از تناسب پیوند بین کاتکول و یون فریک، محققان پلیمرهای سوپرامولکولی پی‌اچ-کنترل‌شده خودترمیم را توسعه دادند. تشکیل مجموعه‌های مونو- دی- و تری‌اسکاته‌کول (triscatehchol) Fe+3 را می‌توان با پی‌اچ دستکاری کرد، که در آن‌ها دو مجموعه دی- و تری‌اسکاته‌کول (triscatehchol) Fe+3 مدول الاستیکی و همچنین قابلیت خودترمیمی از خود نشان می دهند. برای مثال Fe+3 triscatehchol  می تواند همچسبی و شکل خود را بعد از پاره شدن بازگرداند. پلی‌ایمید دارای زنجیر تاخورده و پیرنیل با زنجیرهای بسته‌شده باعث ایجاد شبکه‌های سوپرامولکولی می‌شوند.